# جاكوب نيلسن
جاكوب نيلسن (بالدنماركية: Jacob Nielsen)‏ هو دراج دنماركي، ولد في 12 يناير 1978 في هورسينس في الدنمارك.

## وصلات خارجية
- جاكوب نيلسن على موقع الاتحاد الدولي للدراجات (الإنجليزية)
- جاكوب نيلسن على موقع أرشيف الدراجات (الإنجليزية)
- جاكوب نيلسن على موقع إحصائيات الدراجات الإحترافية (الإنجليزية)
- جاكوب نيلسن على موقع نسبة الدراجات (الإنجليزية)